# Maizicourt
Maizicourt település Franciaországban, Somme megyében. Lakosainak száma 187 fő (2022. január 1.). Maizicourt Auxi-le-Château, Beauvoir-Wavans, Agenville, Bernâtre, Montigny-les-Jongleurs és Saint-Acheul községekkel határos.

## Népesség
A település népességének változása:
| Lakosok száma | 189  | 188  | 195  | 192  | 189  | 186  | 186  | 187  | 187  |
|               | 2013 | 2015 | 2016 | 2017 | 2018 | 2019 | 2020 | 2021 | 2022 |